# Фридман, Александр Львович
Александр Львович Фридман (1925, Одесса — 2007, Калининград) — российский учёный, специалист в области теории и методов проектирования рыболовных орудий, Заслуженный деятель науки и техники РСФСР, доктор технических наук, профессор.

## Биография
Окончил Мосрыбвтуз. С 1949 по 1956 год работал в управлении Мурманского тралового флота в должностях инженера, ст. инженера, начальника промыслово-производственного отдела флота.
В 1956 г. избран по конкурсу на должность доцента кафедры «Морского дела и промышленного рыболовства» Мурманского высшего мореходного училища, где работал до 1961 года. В 1958 г. по представлению Совета училища ему было присвоено учёное звание доцента, в 1961 г. он успешно защитил диссертацию на соискание учёной степени кандидата технических наук и был избран по конкурсу заведующим кафедрой промышленного рыболовства Калининградского технического института рыбной промышленности и хозяйства (КТИРПиХ) (ныне Калининградский государственный технический университет).
А. Л. Фридман являлся одним из наиболее крупных и авторитетных учёных в области промышленного рыболовства, труды которого (более 150 работ) широко известны в СССР и за рубежом. Им осуществлена реорганизация подготовки инженеров по добыче рыбы, введены и поставлены новые учебно-научные дисциплины: «Теория и проектирование орудий промышленного рыболовства» и «Системное автоматизированное проектирование рыбопромысловой техники». Его учебник «Теория и проектирование орудий промышленного рыболовства» выдержал два издания в нашей стране, а также издан в США и в КНДР. Фридман А. Л. являлся соавтором изданного в ГДР и в ПНР учебника «Орудия морского рыболовства», а также изданного в СССР в 1987 г. «Сборника задач и упражнений по теории и проектированию орудий промышленного рыболовства». Все эти книги в большой мере базируются на результатах собственных многолетних исследований автора.
Профессор А. Л. Фридман был инициатором и участником крупных научных разработок отраслевого значения, которые нашли эффективное практическое применение. Им была впервые разработана и практически опробована методика физического моделирования орудий лова, которая послужила затем теоретическим основанием для строительства таких крупных экспериментальных установок, как циркуляционный гидроканал НПО промышленного рыболовства в Калининграде (ныне ЗАО «МариНПО»), используемый в целях поддержки новых рыболовных орудий. По примеру СССР подобные установки созданы в Англии, Франции, Дании, Канаде и др. странах.
Работая в КТИРПиХ, А. Л. Фридман разработал теорию проектирования орудий промышленного рыболовства, которая стала качественно новым этапом в научном обосновании рыбопромысловой техники и позволила перейти к задачам оптимизации использования добывающих судов на промысле.
Он был инициатором разработок по исследованию динамики рыболовных орудий, по созданию судовой автоматизированной системы управления технологическими процессами тралового лова, по системному автоматизированному проектированию (САПР) рыбопромысловых комплексов, а также по принципиально новому, перспективному направлению рыбного хозяйства — индустриальной аквакультуре.
Разработки А. Л. Фридмана в области применения методов подобия и моделирования для обоснования и дальнейшего развития теории проектирования орудий промышленного рыболовства позволили ему стать лидером этого направления и создать научную школу, которая осуществила прорыв и получила широкое признание в СССР и за рубежом.
Профессор А. Л. Фридман был участником многих международных симпозиумов, конференций. С 1988 являлся иностранным членом Японского научного Общества рыболовства, в 1989 г. был избран членом руководящего комитета созданной в Канаде Международной группы по оптимизации энергопотребления в рыболовстве. Он неоднократно выполнял поручения Минрыбхоза за рубежом: в Исландии, Италии, ГДР, Японии, ПНР, Англии, Швеции, Канаде, Дании. Его приглашали в качестве эксперта для работы в ФАО (Пищевая и сельскохозяйственная организация при ООН). По просьбе этой организации он подготовил книгу — «Расчеты по проектированию орудий промышленного рыболовства», которая утверждена как пособие-руководство ФАО и издана в Англии в 1987 г. для международного использования. В 1988 г. эта книга переведена и издана в Индонезии.
В 1982—1987 гг. профессор А. Л. Фридман успешно работал деканом факультета промышленного рыболовства, инициативно участвует в работе совета института, в партийных и общественных мероприятиях. Он неоднократно выступал с докладами в различных организациях области, выполнял поручения областного комитета КПСС. В течение многих лет являлся членом партийного бюро факультета, особое внимание уделял работе по воспитанию студентов, улучшению их мировоззренческой подготовки, воспитанию активной жизненной позиции. Он вёл активную профориентационную работу. В этой связи им подготовлена для широкого читателя научно-публицистическая книга «Признание», посвящённая проблемам отечественного и мирового промышленного рыболовства, которая издана в 1983 г.

## Награды
За активную общественную работу, плодотворную научно-педагогическую деятельность и успехи в развитии рыбного хозяйства А. Л. Фридман имел много различных поощрений, благодарностей, почетных грамот, в том числе Минрыбхоза СССР и ЦК профсоюза работников рыбной промышленности. Награждён значками «Отличник социалистического соревнования Минрыбхоза СССР» и «За отличные успехи в работе» Минвуза СССР. За оказание помощи в становлении научной школы ГДР по промышленному рыболовству был награждён высшей наградой общества Германо-Советской дружбы «Золотым Знаком».
Многогранная деятельность А. Л. Фридмана отмечена правительственными наградами: орденом «Трудового Красного Знамени», орденом «Знак Почета», медалью «За доблестный труд. В ознаменование 100-летия со дня рождения В. И. Ленина», медалью «Ветеран труда».
В 1994 г. ему присвоено почетное звание «Заслуженный деятель науки и техники РСФСР».

## Список научных трудов
- Фридман А. Л. Усовершенствование трала. МЭБ Тралфлота, Мурманск. 1950. 144 с.
- Фридман А. Л. Лойцянский С. и др. Исследование гидродинамических свойств трала. ЛПИ им. Калинина. 1950. — 231 с.
- Фридман А. Л. К вопросу о борьбе с аварийностью тралов. Бюллетень тралфлота № 1/9 1951 г.
- Фридман А. Л. К вопросу о вооружении нижней подборы трала. Бюллетень тралфлота № 2/9 1951 г.
- Фридман А. Л., Кисов Б. С. Опыт работы траулера «Россия». Траловый флот. 1951.
- Фридман А. Л. Первый опыт освоения промысловой работы на траулере типа «Пушкин». Производственный бюллетень № 2/5. изд. «Полярная правда». 1955.
- Фридман А. Л., Саврасов В. К. Трал новой конструкции (37,7 м). Книжная редакция «Полярная правда». 1955.
- Фридман А. Л. О гидродинамическом сопротивлении кухтылей. Труды МВМУ вып.1, 1957
- Фридман А. Л. Регулирование скорости траления на траулерах типа «Пушкин». Рыбное хозяйство № 2, 1957.
- Фридман А. Л., Саврасов В. К. Освоение техники работы кормовым тралом. Книжная редакция «Полярная правда», 1957.
- Фридман А. Л Устройство и теория промысловых тралов. Книжная редакция «Полярная правда», 1957.
- Фридман А. Л. Горизонтальное раскрытие трала при кормовом тралении. Рыбное хозяйство № 7, 1957.
- Фридман А. Л. Некоторые вопросы о взаимодействии трала и траулера. Рыбное хозяйство № 11, 1957.
- Фридман А. Л. Моделирование трала в аэродинамической трубе. Труды МВМУ вып.2, 1958.
- Фридман А. Л. Устройство и эксплуатация промысловых тралов. Мурманское книжное издательство, 1958.
- Фридман А. Л. An extraordinary understauing. Fishing Boat World, may, 1991.
- Фридман А. Л. Looking at ourselves. Fishing Boat World, june, 1991.
- Фридман А. Л. Letters from the Soviet Union. Fishing Boat World, june, 1991.
- Фридман А. Л. Организация техники и организации рыболовства. Рыбное хозяйство № 11, 1991.
- Фридман А. Л. Английские учёные в Калининградрыбвтузе. Рыбное хозяйство № 11, 1991.
- Фридман А. Л., Фан Ли. Основатель научного рыбоводства. Рыбное хозяйство № 11, 1991.
- Фридман А. Л. Смерть со дна моря. Рыбное хозяйство № 1, 1992.
- Фридман А. Л. Catch falling fast. Fishing News International, 1992.
- Фридман А. Л. Russia works on Great Mesopelagic Resources. Fishing Boat World, April, 1992.
- Фридман А. Л. World Fisheries — What is to be done? Australia. Melbourne. 1998.